# Раснику Батран (Долж)
Раснику Батран (рум. Rasnicu Bătrân) насеље је у Румунији у округу Долж у општини Чернатешти. Oпштина се налази на надморској висини од 130 m.

## Становништво
Према подацима из 2011. године у насељу је живело 139 становника.